# گونیوزو
گونیوزو (به ترکی استانبولی: Günyüzü) یک منطقهٔ مسکونی در ترکیه است که در استان اسکی‌شهر واقع شده‌است. گونیوزو ۸۶۴ متر بالاتر از سطح دریا واقع شده‌است.